# Wietnam na Mistrzostwach Świata w Lekkoatletyce 2019
Wietnam na Mistrzostwach Świata w Lekkoatletyce 2019 – reprezentacja Wietnamu podczas mistrzostw świata w Doha liczyła tylko jednego zawodnika, sprintera Ngần Ngọc Nghĩa.

## Skład reprezentacji

### Mężczyźni
| Zawodnik        | Konkurencja   | Preeliminacje | Preeliminacje | Eliminacje | Eliminacje | Półfinał | Półfinał | Finał | Finał   |
| Zawodnik        | Konkurencja   | Wynik         | Pozycja       | Wynik      | Pozycja    | Wynik    | Pozycja  | Wynik | Pozycja |
| --------------- | ------------- | ------------- | ------------- | ---------- | ---------- | -------- | -------- | ----- | ------- |
| Ngần Ngọc Nghĩa | Bieg na 100 m | 10.67         | 9. q,         | DNS        | DNS        | NQ       | NQ       | NQ    | NQ      |